# Emory Washburn

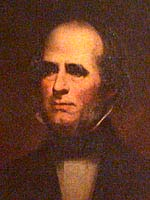
Emory Washburn

Emory Washburn (* 14. Februar 1800 in Leicester, Worcester County, Massachusetts; † 18. März 1877 in Cambridge, Massachusetts) war ein US-amerikanischer Politiker und von 1854 bis 1855 Gouverneur des Bundesstaates Massachusetts.

## Frühe Jahre und politischer Aufstieg
Emory Washburn besuchte das Dartmouth College und danach bis 1817 das Williams College. Nach einem anschließenden Jurastudium an der juristischen Fakultät der Harvard University begann er ab 1817 in Worcester und Leicester als Rechtsanwalt zu arbeiten. Zwischen 1826 und 1828 und nochmals im Jahr 1838 war er Abgeordneter im Repräsentantenhaus von Massachusetts. Von 1830 bis 1834 gehörte er dem Beraterstab von Gouverneur Levi Lincoln Jr. an. Emory Washburn war Mitglied der Whig Party und saß von 1841 bis 1842 im Senat von Massachusetts. Von 1844 bis 1847 war er Richter an einem Berufungsgericht. Bei den Gouverneurswahlen des Jahres 1853 trat Washburn als Kandidat der Whigs an. Da kein Bewerber eine absolute Mehrheit erreichte, musste der Staatssenat den Gouverneur bestimmen. Dieser entschied sich für Washburn. Zu den geschlagenen Kandidaten zählte unter anderem der für die Free Soil Party antretende Henry Wilson, der später Vizepräsident der Vereinigten Staaten wurde.

## Gouverneur von Massachusetts
Emory Washburn trat sein neues Amt am 12. Januar 1854 an. Er sollte der letzte Gouverneur der Whigs in Massachusetts bleiben. In seiner Amtszeit wurden einige soziale Reformen eingeführt und die Gründung des Worcester Polytechnic Institute vorbereitet. Washburn war maßgeblich an der Gründung dieser Institution beteiligt. Nachdem er 1854 nicht wiedergewählt worden war, musste er sein Amt am 3. Januar 1855 an Henry Gardner abtreten.

## Weiterer Lebenslauf
Die folgenden Jahrzehnte war Washburn Professor für Jura an der Harvard University. Er war im Bildungsausschuss von Massachusetts und Kurator des Williams College. Washburn war Mitglied der Historischen Gesellschaft von Massachusetts und der American Academy of Arts and Sciences (1859). Zwischen 1876 und 1877 war er nochmals Abgeordneter im Repräsentantenhaus von Massachusetts. Emory Washburn starb am 18. März 1877. Mit seiner Frau Marianne Cornelia Giles hatte er drei Kinder.